# Valle de Aragón
Valle de Aragón es una zona que comprende parte del municipio de Ecatepec y Nezahualcoyotl, Estado de México, México. Esta ubicada en la zona de Aragón (México) la cual forma parte del área Metropolitana de la Ciudad de México que pertenece en parte a los municipios de Ecatepec y Nezahualcoyotl así como parte de la Delegación Gustavo A. Madero perteneciente a la Ciudad de México. Está dividida en tres secciones, Valle de Aragón, Segunda (las cuales se encuentran en el municipio de Nezahualcoyotl y colindan con la colonia San Felipe de Jesus perteneciente al Distrito Federal delegación Gustavo A. Madero) y Tercera (esta perteneciente al municipio de Ecatepec de Morelos) secciones.
- Datos: Q6159060